# Клейнфельд, Мартин
Мартин Клейнфельд (нем. Martin Kleinfeld; ок 1715 — 29 января 1761) — русский учёный немецкого происхождения, врач и анатом,  академик РАН.

## Биография
Учился медицине в Санкт-Петербурге у Иоганна Георга Дювернуа (1691—1759) и Иосии Вейтбрехта (1702—1747). В 1735 году, заручившись рекомендацией Дювенуа, занял должность суб-прозектора при Академии. В мае 1748 года стал адъюнктом Императорской Академии наук в Санкт-Петербурге (предшественницы РАН), в дальнейшем — действительным членом (академиком).
Скончался Клейнфельд  в 1761 году в Санкт-Петербурге.